# Jorudan
Jorudan est une entreprise japonaise spécialisée dans les voyages, fondée en 1979 et basée à Shinagawa, Shinjuku. De 1991 à 2009, elle avait également une activité de développement et d'édition de jeux vidéo.

## Activité dans les jeux vidéo

### Super Nintendo
- GD Leen (1991)
- Xardion (1992)
- Musya (1992)
- Alien vs. Predator (1993)
- Date Kimiko no Virtual Tennis (1994)
- Hisshou 777 Fighter (1994)
- Hisshou 777 Fighter II (1994)
- Hisshou 777 Fighter III (1995)

### Game Boy
- Battle Bull (1990)

### Game Boy Color
- Hamster Club (1999)
- Chase HQ: Secret Police (2000)
- Bubble Bobble Classic (2000)
- Hamster Club Awasete Chu (2000)
- Hamster Club 2 (2000)
- Yogi Bear: Great Balloon Burst (2000)
- Hamster Club Oshiema Chu (2001)

### PlayStation
- One on One (1999)
- Kickboxing (2001)
- Hamster Club i (2002)
- Hoshi no Mahoroba (2002)

### Game Boy Advance
- Space Hexcite: Metal Legend EX (2002)
- Fancy Pocket (2002)
- Inukko Club: Fukumaru no Daibouken (2002), un jeu d'aventure dans lequel le joueur incarne un chien
- Hamster Club 4 (2003)
- Taiketsu! Ultra Hero (2004)
- Petz: Hamsterz Life 2 (2007)

### PlayStation 2
- Baskelian (2003)
- Bouken Shounen Club Gahou (2003)

### Nintendo DS
- The Eigyoudou (2008)
- Nippon Futsal League Kounin: Minna no Futsal (2008)

### Wii
- Sukeban Shachou Rena (2009)